# (6018) Pierssac
(6018) Pierssac ist ein Asteroid des inneren Hauptgürtels, der am 7. August 1991 vom US-amerikanischen Astronomen Henry E. Holt am Palomar-Observatorium (IAU-Code 675) auf dem Gipfel des Palomar Mountain etwa 80 Kilometer nordöstlich von San Diego entdeckt wurde.
Der Himmelskörper  gehört zur Baptistina-Familie, einer Gruppe von Asteroiden, die nach (298) Baptistina benannt ist.
Der Asteroid wurde am 20. Juni 2016 nach dem US-amerikanisch-britischen Astronauten und Klimaforscher Piers Sellers (1955–2016) benannt, der als dritter Brite im All war und nach seinem Ausscheiden als aktiver Astronaut die geowissenschaftliche Forschungsabteilung am NASA Goddard Space Flight Center leitete.